# Cypress Lawn Memorial Park
El Cypress Lawn Memorial Park (en español: «Parque del recuerdo Cypress Lawn») es un cementerio, arboreto y jardín botánico, de administración privada en Colma conocida como "City of the Silent" (ciudad del silencio), California, Estados Unidos. 
Es el punto de descanso final para varios miembros de la reconocida familia Hearst además de otros reconocidos ciudadanos residentes del gran área de San Francisco. 
Este cementerio es uno de los que aparecen en el documental A Cemetery Special del año 2005 producido por la cadena de televisión PBS.

## Localización
Cypress Lawn Memorial Park 1370 El Camino Real Colma, San Mateo County, California CA 94014 United States of America-Estados Unidos de América.
Planos y vistas satelitales: 37°57′36″N 122°0′0″O / 37.96000, -122.00000
La entrada es gratuita.

## Historia
El Cypress Lawn Memorial Park fue establecido en 1892 por un grupo de hombres con conciencia cívica encabezados por Hamden Noble en respuesta a una necesidad de un lugar donde la gente podía enterrar a sus seres queridos con dignidad y respeto. 
Miles de árboles fueron plantados y en medio de lagos y estanques para crear un ambiente tranquilo y sereno de jardín. Hermosos monumentos y estatuas fueron creadas por los principales artistas, arquitectos y escultores del siglo XX para conmemorar a los hombres y mujeres que ayudaron a dar forma al estado de California. 
Fueron creadas piezas únicos de vitrales por artistas como Louis Comfort Tiffany para adornar las capillas privadas y públicas del cementerio y mausoleos. A medida que avanza en sus segundos cien años, "Cypress Lawn" se ha convertido en un recurso histórico, así como un monumento a las familias de la zona de la bahía.

## Colecciones
Entre sus colecciones son de destacar:
- Arboreto con una colección de arbustos y árboles maduros tanto perennifolios, caducifolios, coníferas, y palmas.
- Plantas ornamentales, tulipanes, petunias, crisantemos, rosas, hostas.

## Notables del cementerio
- George Hearst (1820–1891), empresario, padre de William Randolph Hearst.
- Phoebe Hearst (1842–1919), primera mujer Rectora de la Universidad de California.
- William Randolph Hearst (1863–1951), magnate editorial.
- William Lobb (1809–1864), botánico inglés y recolector de plantas.[1]
- Frederick Low (1828–1894), Congresista, gobernador de California, hombre de estado.[2]
- Phineas Gage (1823–1860), Obrero de ferrocarriles, su caso sirvió de ayuda a la neuropsicología cognitiva.